# Geomyza elbergi
Geomyza elbergi är en tvåvingeart som beskrevs av Nartshuk 1993. Geomyza elbergi ingår i släktet Geomyza och familjen gräsflugor. Inga underarter finns listade i Catalogue of Life.